# Liste der Kulturdenkmale in Weinböhla

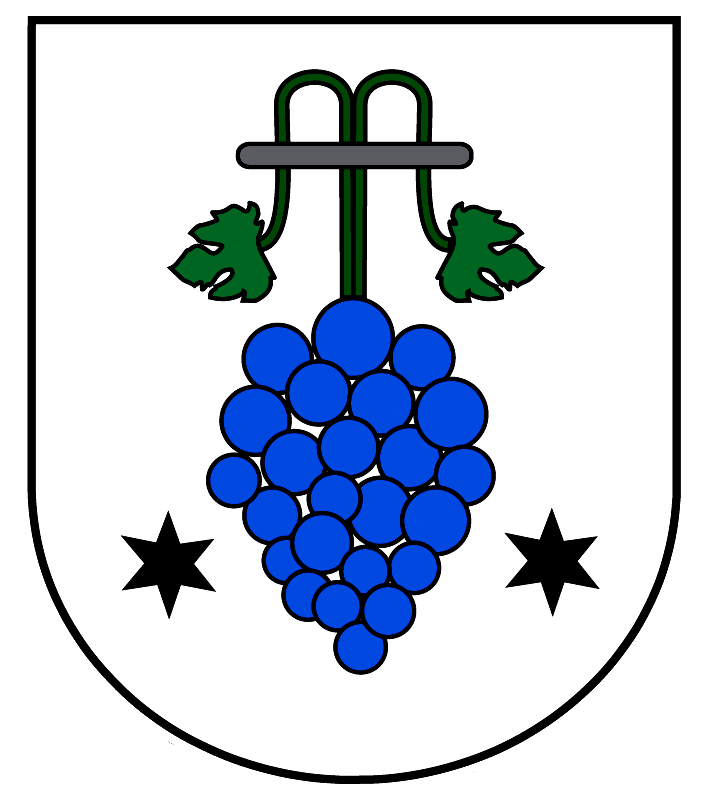
Wappen von Weinböhla

In der Liste der Kulturdenkmale in Weinböhla sind die Kulturdenkmale der sächsischen Gemeinde Weinböhla verzeichnet, die bis Januar 2022 vom Landesamt für Denkmalpflege Sachsen erfasst wurden (ohne archäologische Kulturdenkmale). Die Anmerkungen sind zu beachten.
Diese Aufzählung ist eine Teilmenge der Liste der Kulturdenkmale im Landkreis Meißen.

## Weinböhla
| Bild                                    | Bezeichnung | Lage                                    | Datierung                                                                                        | Beschreibung | ID       |
| --------------------------------------- | --- | --------------------------------------- | ------------------------------------------------------------------------------------------------ | --- | -------- |
| Weitere Bilder                          | Denkmal mit Plastik (Wolfssäule / Wolfsdenkmal) | (Flurstück 3133/32) (Karte)             | Bezeichnet mit 1618                                                                              | Sandsteinsäule mit lebensgroßer Plastik des letzten geschossenen Wolfes (spätere Überarbeitungen), erinnert an die landesherrliche Jagd im Friedewald mit dem Moritzburger Schloss im Zentrum, geschichtlich und künstlerisch bedeutend. Im Jahr 1618 wurde das Denkmal zur Erinnerung an eine Treibjagd ungefähr 800 m nordwestlich vom Forsthaus Kreyern auf einer Erhöhung errichtet. Lebensgroße Darstellung eines Wolfes auf einer Sandsteinsäule. Auf den Seitenflächen umfängliche Inschriften, u. a. mit den Teilnehmern jener Jagdgesellschaft unter Johann Georg I. Mit dem Stein wird auch der Jägerjunge Anton Brum, der den Wolf schoss, gewürdigt. Renovierungen (Überarbeitungen) 1672, 1736, 1866, 1913 und 1981.                                                                            | 09266776 |
| Weitere Bilder                          | Wegestein | (Flurstück 3133/25) (Karte)             | 19. Jahrhundert                                                                                  | Sandsteinstele, markante Inschriftfelder und Richtungsweiser, verkehrsgeschichtlich bedeutend. Die Wegesäule gehört wie die Wolfssäule zu Weinböhla, das Forsthaus Kreyern gehört zu Coswig. | 09266811 |
| Weitere Bilder                          | Jungfernbrücke | (Flurstück 3302) (Karte)                | 18. Jahrhundert                                                                                  | Markante Bogenkonstruktion aus Bruchstein, baugeschichtlich und ortsgeschichtlich bedeutend | 09266809 |
| Direkt Bild zu diesem Denkmal hochladen | Wohnhaus und Seitengebäude eines Bauernhofes | Alte Weinbergstraße 2 (Karte)           | Um 1875                                                                                          | Ländliche Gebäude des ausgehenden 19. Jahrhunderts, Hauptbau mit zeittypischer historistischer Fassadengestaltung, baugeschichtlich und ortsgeschichtlich bedeutend, Fassadengliederung durch Putznutung | 09266830 |
| Direkt Bild zu diesem Denkmal hochladen | Wohnstallhaus, Scheune, Seitengebäude und Einfriedungsmauer eines Bauernhofes                                                                                               | Bachgasse 6 (Karte)                     | 1. Hälfte 19. Jahrhundert                                                                        | Charakteristisches ländliches kleinbäuerliches Anwesen seiner Zeit, Wohnstallhaus Obergeschoss Fachwerk verkleidet, baugeschichtlich bedeutend. Fenster teilweise vergrößert, Obergeschoss holzverschalt (darunter eventuell Fachwerk), massiv untersetzt. | 09266762 |
| Direkt Bild zu diesem Denkmal hochladen | Mietvilla mit Einfriedung, Torpfeilern und Gartenanlage | Bäckersche Hofstraße 6 (Karte)          | Ende 19. Jahrhundert                                                                             | Weitgehend ursprünglich erhaltener späthistoristischer Bau mit zeittypischer Fassadenzier, baugeschichtlich bedeutend, Holzvorbau | 09266890 |
|                                         | Mietshaus | Bahnhofstraße 1 (Karte)                 | Um 1890                                                                                          | Für kleinstädtisch-dörfliche Verhältnisse aufwendiges historistisches Gebäude des ausgehenden 19. Jahrhunderts, bedeutsam die Vielzahl der erhaltenen Details, Teil des markantesten gründerzeitlichen Straßenzuges von Weinböhla, architekturhistorisch und städtebaulich bedeutend. Erdgeschoss durch spätere Fenstereinbrüche beeinträchtigt, als Akanthusblatt ausgebildeter Giebel zur Betonung der Mittelachse, Vielzahl erhaltener Details (bis zu den Jalousieverblendungen). | 09266781 |
|                                         | Mietshaus | Bahnhofstraße 2 (Karte)                 | Um 1890                                                                                          | Mit Laden, historistisches Gebäude des späten 19. Jahrhunderts mit zeittypischem Fassadenschmuck, zudem Teil des markantesten gründerzeitlichen Straßenzuges von Weinböhla, architekturhistorisch und städtebaulich bedeutend. Betonung der Mittelachse durch einen Dacherker mit bekrönendem Dreiecksgiebel. | 09266780 |
|                                         | Mietshaus mit seitlicher Einfriedung | Bahnhofstraße 5 (Karte)                 | Um 1890                                                                                          | Historistisches Gebäude des ausgehenden 19. Jahrhunderts mit hervorgehobenem Mittelrisalit, zudem Teil des markantesten gründerzeitlichen Straßenzuges von Weinböhla, architekturhistorisch und städtebaulich bedeutend. Betonung der Mittelachse durch einen Dacherker mit als Akanthusblatt ausgebildetem Giebel, im ersten Obergeschoss Bekrönung der Fenster durch Dreiecksgiebel. | 09266779 |
| Weitere Bilder                          | Bahnhof Weinböhla mit Empfangsgebäude und daran angebautem Güterschuppen | Bahnhofstraße 15 (Karte)                | Um 1875                                                                                          | Weitgehend erhaltener sächsischer Kleinstadtbahnhof, Teil der einstigen Berlin-Dresdner Eisenbahn, verkehrsgeschichtlich und eisenbahngeschichtlich bedeutend. Ein von zwei Risaliten eingeschlossener Mittelteil, betontes Obergeschoss. Fenster begrenzt durch profilierte Segmentbögen, in Anlehnung an den Schweizerstil. Der Güterschuppen besteht aus Backstein. | 09266789 |
|                                         | Eisenbahnerwohnhaus | Bahnhofstraße 16 (Karte)                | Ende 19. Jahrhundert                                                                             | Charakteristischer Eisenbahntypenbau des ausgehenden 19. Jahrhunderts mit Klinkerfassade, baugeschichtlich bedeutend | 09266770 |
| Weitere Bilder                          | Aussichtsturm (König-Albert-Turm) | Barthshügelstraße (Karte)               | 1897–1898                                                                                        | Markantes gründerzeitliches Gebäude mit schlankem Schaft und Fassadenzier im Bereich des Eingangs und der Austritte, Landmarke und Wahrzeichen von Weinböhla, baugeschichtlich und ortsgeschichtlich bedeutend | 09266887 |
| Weitere Bilder                          | Villa mit Stützmauer | Barthshügelstraße 7 (Karte)             | Um 1900                                                                                          | Markanter kleinstädtisch-ländlicher Wohnbau der Gründerzeit, mit Gestaltungselementen des Schweizerstils (u. a. vorkragendem Ziergiebel), baugeschichtlich und ortsentwicklungsgeschichtlich bedeutsam sowie künstlerisch von Belang. Anlehnung an den Landhausstil bzw. Schweizerhausstil, Zaun original erhalten, Fachwerkverblendungen. | 09266885 |
| Weitere Bilder                          | Villa mit Stützmauer | Barthshügelstraße 9 (Karte)             | Ende 19. Jahrhundert                                                                             | Für kleinstädtisch-ländliche Verhältnisse repräsentatives Gebäude der späten Gründerzeit, mit historistischer Putzfassade, dominiert von straßenseitigem Turm und dessen weit überkragendem Dach, baugeschichtlich und ortsentwicklungsgeschichtlich bedeutend. Originale Tür mit Bleiverglasung, Rundbogenmotiv an den Fenstern und als Überfangbogen, Klinker an der Dachbegrenzung. | 09266859 |
| Direkt Bild zu diesem Denkmal hochladen | Villa | Baumgartenstraße 3 (Karte)              | 2. Hälfte 19. Jahrhundert                                                                        | Bescheidener, aber zeittypischer Wohnbau des ausgehenden 19. Jahrhunderts, mit Schweifgiebel in Anlehnung an den Stil der Deutschen Neorenaissance errichtet, baugeschichtlich und ortsentwicklungsgeschichtlich bedeutend | 09266829 |
| Direkt Bild zu diesem Denkmal hochladen | Villa | Baumgartenstraße 16 (Karte)             | 2. Hälfte 19. Jahrhundert                                                                        | Einfacher gründerzeitlicher Putzbau, gewisse ortsgeschichtlich Bedeutung, dokumentiert Entwicklung Weinböhlas zur Sommerfrische in der Nähe Dresdens, so empfahl das Kaiserliche Gesundheitsamt Berlin Weinböhla als Luftkurort. Mittelachse betonender Dreiecksgiebel, Klinker-Überfangbogen über den Fenstern. | 09266828 |
| Weitere Bilder                          | Herrenhaus eines ehemaligen Weingutes, mit Seitenflügel und Scheune sowie Garten mit Wasserbecken, Torpfeilern und Einfriedungsmauer (Berghaus, Hohes Haus, Schloss Lauben) | Bergsiedlung 33 (Karte)                 | 1806 Dendro                                                                                      | Zeugnis des jahrhundertealten Weinbaus in der Elbregion, Kernbau aus dem Spätbarock, Erweiterungen in Formen der Burgenarchitektur Mitte des 19. Jahrhunderts, baugeschichtlich und künstlerisch bedeutsamstes Anwesen von Weinböhla, zudem von landschaftsgestaltender Wirkung. Schlossgebäude bzw. Herrenhaus mit Mansardwalmdach einschließlich aufgesetztem Glockenturm, rückwärtigem Dachhaus und Verandaanbau mit Balkon, Nutzung vor 1945 Mädchen-Pensionat, zu DDR-Zeiten Schulungsgebäude der Firma Robotron. Das Anwesen ist offenbar vor 1781 als Weingut entstanden. Eine Urfunktion als Rittergut, wie vielfach angenommen, ist eher unwahrscheinlich. Das Anwesen erscheint auf dem Meilenblatt von Sachsen (1801) von einem Weinberg umgeben, zwischen Großem Laubenberg und Bäckerschem Hof. | 09266821 |
| Direkt Bild zu diesem Denkmal hochladen | Ehemaliges Kurhaus San Remo mit Anbau | Berliner Straße 16 (Karte)              | Ende 19. Jahrhundert                                                                             | Charakteristisches Beispiel einer der für das Elbtal typischen Heilanstalten des ausgehenden 19. Jahrhunderts, gestalterisch vergleichbar mit den vor 1900 entstanden Bauten des Lindenhofs in Coswig, erinnert an die Zeit, als Weinböhla vom Kaiserliche Gesundheitsamt Berlin als Luftkurort empfohlen wurde, baugeschichtlich und ortsgeschichtlich bedeutend. Klinker als Negativapplikation, in den Innenräumen, soweit einblickbar, Stuck an den Decken erhalten. Heute zu Wohnzwecken genutzt, davor auch zeitweise Sitz eines Pharma-Betriebes. | 09266854 |
| Direkt Bild zu diesem Denkmal hochladen | Einfriedungsmauer | Döringstraße 2, 4, 6 (Karte)            | 19. Jahrhundert                                                                                  | Aus Bruchsteinen, wichtig für das Ortsbild, ortsentwicklungsgeschichtlich von Bedeutung | 09266803 |
| Direkt Bild zu diesem Denkmal hochladen | Villa mit Einfriedung | Döringstraße 8 (Karte)                  | Um 1900                                                                                          | Eine der am ursprünglichsten erhaltenen gründerzeitlichen Wohnbauten des ausgehenden 19. Jahrhunderts im Ort, Putzbau mit übergiebeltem Mittelrisalit, feine Putzgliederung gibt dem Gebäude schlichte Noblesse, auch die wohl jüngere Einfriedung vergleichsweise anspruchsvoll, baugeschichtlich und ortsentwicklungsgeschichtlich sowie künstlerisch bedeutend. Original schmiedeeiserner Zaun (mit jugendstilähnlichen, geometrischen Ornamenten), Betonung der Mittelachse durch einen Dacherker mit geschwungenem Giebel. | 09266801 |
| Direkt Bild zu diesem Denkmal hochladen | Seitengebäude eines ehemaligen Dreiseithofes sowie Einfriedungsmauer am Zaschendorfer Weg                                                                                   | Dresdner Straße 6 (Karte)               | 1. Hälfte 19. Jahrhundert                                                                        | Malerischer ländlicher Putzbau, dokumentiert am Eingang zum Ortskern den einst prägenden ländlichen Charakter Weinböhlas, baugeschichtlich und ortsentwicklungsgeschichtlich bedeutend. Das westlich gelegene Wohnstallhaus, wohl mit verbrettertem Obergeschoss, wurde mittlerweile abgebrochen und durch einen Neubau ersetzt. Von der einstigen Bruchsteinscheune an der Rückseite des Grundstückes existieren nur noch Teile der Erdgeschossmauer. Diese wurden mittlerweile ausgebaut. Von den Gebäuden hat sich also nur noch das östliche Seitengebäude (Auszüglerhaus bzw. Auszugshaus) in Gänze erhalten. Die Einfriedungsmauer (Bogendurchgang mit originaler Tür) zur Dresdner Straße wurde erneuert, zum Zaschendorfer Weg ist sie wohl noch weitestgehend original.                             | 09266744 |
| Direkt Bild zu diesem Denkmal hochladen | Wohnstallhaus, Seitengebäude, Scheune und Toreinfahrt eines Dreiseithofes                                                                                                   | Dresdner Straße 8 (Karte)               | Um 1870                                                                                          | Weitgehend geschlossen erhaltene Anlage aus der zweiten Hälfte des 19. Jahrhunderts, Wohnstallhaus mit überdachtem Zwillingsfenster im Giebel, Seitengebäude mit Kumthalle, baugeschichtlich und wirtschaftsgeschichtlich bedeutend. Seitengebäude mit Stall und Kumthalle im Erdgeschoss sowie Auszüglerwohnung im Obergeschoss. | 09266860 |
|                                         | Mietshaus | Dresdner Straße 17 (Karte)              | Um 1900                                                                                          | Gründerzeitliche Putz-Klinker-Fassade, straßenseitig übergiebelter Mittelrisalit, baugeschichtlich von Bedeutung. Erdgeschoss verputzt, Obergeschosse Klinker, Mittelachse betonender Giebel, Adler als Giebelbekrönung, Dachhäuser, Weinspalier. | 09266863 |
| Weitere Bilder                          | Wohnhaus (Nr. 7), Auszüglerhaus (Nr. 7a), Scheune und Stallgebäude eines Bauernhofes                                                                                        | Forststraße 7, 7a (Karte)               | 1. Hälfte 19. Jahrhundert                                                                        | Wohnhaus Obergeschoss Fachwerk verbrettert, vermutlich ehemaliges Winzergut, baugeschichtlich und wirtschaftsgeschichtlich von Bedeutung. Auszüglerhaus mit verbrettertem Giebel. | 09266877 |
| Weitere Bilder                          | Friedhofstor und einige Grabmale auf dem Friedhof | Friedensstraße 12 (Karte)               | Ende 19. Jahrhundert (Grabmal); Anfang 20. Jahrhundert (Friedhofsportal); 1920er Jahre (Grabmal) | Ortsgeschichtlich und künstlerisch von Bedeutung. - Grabmal Schäfer, 1920er Jahre - Grabmal Quittel, Ende 19. Jahrhundert - Grabanlage Familie Martin, um 1920 - Grabmal Karl Otto Mehner, gest. 1914 - Grabmal Familie Schneider, um 1900: Abbruch vor 2011 | 09304111 |
| Weitere Bilder                          | Feuerwehrgebäude | Friedensstraße 17 (Karte)               | 1916                                                                                             | Repräsentatives öffentliches Gebäude im Reformstil der Zeit um 1910, baugeschichtlich und ortsgeschichtlich von Bedeutung, 1902 gegründet | 09266817 |
| Direkt Bild zu diesem Denkmal hochladen | Zwei Villen mit Einfriedung | Georgstraße 4, 6 (Karte)                | Um 1910                                                                                          | Zwei spiegelbildlich gestaltete Villen im Reformstil nach 1900 mit seiner versachlichten Formensprache, wohl die anschaulichsten Beispiele dieser Zeit in Weinböhla, verstärkt durch Doppelung, baugeschichtlich bedeutend. Am vorkragenden Giebel eine Art Kassettenmalerei, Gebäude weitestgehend im Original-Zustand (Fenster, Wintergarten, Putz, Dach, hölzerne Schlagläden). Trotz leichter Beeinträchtigungen des vor 2011 sanierten Baus (Nummer 6) wohl anschaulichstes Beispiel aus dieser Zeit in Weinböhla, unsanierter Bau in hohem Maße authentisch. | 09266853 |
| Direkt Bild zu diesem Denkmal hochladen | Villa | Georgstraße 21 (Karte)                  | Ende 19. Jahrhundert                                                                             | Aufwändig gestaltetes gründerzeitliches Wohngebäude mit Türmchen, Holzveranda und Seitenrisalit mit Gesprengegiebel, Anklang an den Schweizerstil, baugeschichtlich von Bedeutung. Turm über dem Eingang, Fachwerk im Giebel, Fenster des Holzerkers farbig verglast. | 09266843 |
|                                         | Mietshaus | Goethestraße 2 (Karte)                  | Ende 19. Jahrhundert                                                                             | Markanter gründerzeitlicher Putzbau mit Ziegelgliederung, Betonung der verbrochenen Ecke durch Balkon und Dachaufbau in Ziegelbauweise, baugeschichtlich und städtebaulich von Bedeutung. Mit ehemaligem Laden, als Eckbau konzipiert, Eckbalkon, Klinker als Negativapplikation. | 09266848 |
|                                         | Villa mit Einfriedung | Goethestraße 7 (Karte)                  | Bezeichnet mit 1897                                                                              | Zeittypischer gründerzeitlicher Wohnbau des ausgehenden 19. Jahrhunderts, mittenbetonte Putzfassade, aufwendig gestaltete Holzveranda, baugeschichtlich von Bedeutung. Mittelachse betonender Neorenaissancegiebel, Original-Zaun, Holzveranda. | 09266847 |
|                                         | Villa Windhuk mit Einfriedung | Goethestraße 15 (Karte)                 | Ende 19. Jahrhundert                                                                             | Zeittypischer gründerzeitlicher Wohnbau des ausgehenden 19. Jahrhunderts, gut gegliederte Putzfassade, mittenbetonender Dachaufbau, baugeschichtlich von Bedeutung. Mittelachse betonender Neorenaissancegiebel. | 09266846 |
|                                         | Villa mit Einfriedung | Goethestraße 18 (Karte)                 | Um 1900                                                                                          | Malerisch gestaltetes Gründerzeitgebäude, gelbe Klinkerfassade mit Putz- und Fachwerk-Elementen, bewegte Dachlandschaft, baugeschichtlich von Bedeutung. Fachwerk-Giebel, Erker mit darüber liegendem Balkon. | 09266844 |
|                                         | Doppelmietshaus und zwei Toreinfahrten | Goethestraße 20, 22 (Karte)             | Um 1910                                                                                          | Villenartiger Putzbau mit verbretterten Fassadenbereichen und Fachwerk-Erker, im Reform- und Heimatstil, ungewöhnlich gestaltete Fassadendetails, baugeschichtlich von Bedeutung, Hölzerner Eckerker. | 09266845 |
| Direkt Bild zu diesem Denkmal hochladen | Wohnhaus mit Einfriedung | Grüne Straße 1 (Karte)                  | Nach 1910                                                                                        | Einfacher Putzbau mit akzentuierend eingesetztem Bauschmuck, durch Zwerchhaus im Dach betont, im Reform- und Heimatstil, baugeschichtlich von Bedeutung. Reduzierter Bauschmuck (in Anlehnung an barocke Stilelemente), im Giebel des Dachhäuschens eine Putte mit Weinrebe, Fensterläden nach Original-Vorlage erneuert. | 09266855 |
|                                         | Wohnhaus und Scheune im Hinterhof | Hauptstraße 2 (Karte)                   | Um 1850 (Scheune); Ende 19. Jahrhundert (Wohnhaus)                                               | Mit Laden, Wohnhaus ein gründerzeitlicher Putzbau mit betontem Mittelrisalit und Balkon auf gusseisernen Stützen, Scheune Bruchsteinbau, baugeschichtlich und ortsentwicklungsgeschichtlich von Bedeutung. Betonung der Mittelachse durch einen zweiachsigen Risalit, Balkon und Dacherker. | 09266740 |
|                                         | Ehemaliges Gasthaus „Zum goldenen Stern“, heute Kirchgemeindehaus (Lutherhaus), mit Nebengebäude                                                                            | Hauptstraße 3 (Karte)                   | 1900                                                                                             | Hauptbau repräsentativ mit Mittelrisalit und Schweifgiebel, im Erdgeschoss Rundbogenfenster, im Stil der deutschen Neorenaissance, 1933 als Gemeindezentrum umgenutzt, Nebengebäude mit Attika-Abschluss, baugeschichtlich und ortsgeschichtlich von Bedeutung. Neorenaissance über der hervorgehobenen Mittelachse, im Putz eingelassenes Kreuz. 1900 als Restaurant „Zum goldenen Stern“ erbaut. | 09266754 |
|                                         | Wohnhaus und Torpfeiler eines Bauernhofes | Hauptstraße 8 (Karte)                   | 2. Hälfte 19. Jahrhundert                                                                        | Obergeschoss Fachwerk, zeit- und landschaftstypisches ländliches Wohnhaus, baugeschichtlich von Bedeutung, Fachwerk massiv untersetzt | 09266739 |
|                                         | Wohnhaus, Scheune und Torpfeiler eines Bauernhofes | Hauptstraße 10 (Karte)                  | 1. Hälfte 19. Jahrhundert                                                                        | Verputzte Massivbauten in ortsbildprägender Lage, baugeschichtlich und wirtschaftsgeschichtlich von Bedeutung. Giebelseitig im Wohnhaus moderner Ladeneinbau. Das rückwärtige Stallgebäude wurde 2005 abgerissen. | 09266738 |
|                                         | Hälfte eines Doppelmietshauses (mit Nr. 35a, siehe dort) und Nebengebäude im Hof                                                                                            | Hauptstraße 35 (Karte)                  | Um 1905                                                                                          | Mittenbetonte Putzfassade mit geschwungenem Giebel, im Reform- und Jugendstil, baugeschichtlich von Bedeutung, identisch mit Hauptstraße 35a | 09266788 |
|                                         | Hälfte eines Doppelmietshauses | Hauptstraße 35a (Karte)                 | Um 1905                                                                                          | Mittenbetonte Putzfassade mit geschwungenem Giebel, im Reform- und Jugendstil, baugeschichtlich von Bedeutung. Reduzierter Neobarock, Dacherker mit geschweiftem Giebel und Ochsenauge (liegend oval), über dem Eingang der Doppeladler. | 09266787 |
|                                         | Wohnhaus | Hauptstraße 36 (Karte)                  | Bezeichnet mit 1939                                                                              | Mit Laden, schlichter Putzbau, durch Erker betont, im Heimatstil der 1930er Jahre, baugeschichtlich von Bedeutung, Dachhäuser | 09266814 |
|                                         | Wohnhaus eines Bauernhofes | Hauptstraße 37 (Karte)                  | Um 1860                                                                                          | Zeit- und landschaftstypischer Putzbau, Zwillingsfenster im Giebel, baugeschichtlich und ortsentwicklungsgeschichtlich von Bedeutung. Weinspalier, Rundbogenfenster an der Giebelseite im Dachgeschoss. | 09266786 |
|                                         | Mietshaus | Hauptstraße 39 (Karte)                  | Um 1910                                                                                          | Putzbau mit hohem Giebel, Belebung durch stilisierte Konsolen und Fachwerk, im Reformstil, baugeschichtlich bedeutend. Buchhandlung, Gemeindebücherei und Lesestube integriert, heute Ärztezentrum, an der Rückseite ein holzverschalter Wintergarten, Fachwerk im Giebel. Nummer 39a ist der Seitenflügel im Hof, kein Denkmal. | 09266785 |
|                                         | Wohnhaus | Hauptstraße 41 (Karte)                  | Ende 19. Jahrhundert                                                                             | Mit Laden, Putzfassade mit betonten Fenstereinfassungen, Gründerzeitgebäude, baugeschichtlich von Bedeutung. Betontes Obergeschoss, Schmuck über den Fenstern, ehemalige Apotheke. | 09266784 |
|                                         | Mietshaus | Hauptstraße 43 (Karte)                  | Nach 1900                                                                                        | Mit Laden, als Eckbau konzipiertes Gründerzeitgebäude, durch Eckerker betont, im Stil des Späthistorismus, Ornamentik mit Jugendstilanklängen, baugeschichtlich von Bedeutung. Als Eckbau konzipiert, Neorenaissancegiebel, aber Ornamentik mit Jugendstilanklängen. | 09266782 |
| Weitere Bilder                          | Wohnhaus (mit Anbau) | Hauptstraße 56 (Karte)                  | Ende 19. Jahrhundert                                                                             | Gut gegliederter, gründerzeitlicher Putzbau, mit aufwendig gestalteten hölzernem Anbau, baugeschichtlich von Bedeutung | 09266813 |
|                                         | Wohnhaus, Seitengebäude und Einfriedung eines Bauernhofes | Hauptstraße 60 (Karte)                  | Mitte 19. Jahrhundert                                                                            | Wohnhaus verputzter Massivbau mit Zwillingsfenster im Giebel, Zeugnis der Volksbauweise in der zweiten Hälfte des 19. Jahrhunderts, baugeschichtlich bedeutend, Weinspaliere | 09266810 |
|                                         | Mietshaus | Helmut-Türk-Straße 18 (Karte)           | Um 1890                                                                                          | Reich dekorierte, gründerzeitliche Putzfassade, Eckbetonung durch Geschossaufstockung und Zwiebelhaube, als Pendant Volutengiebel zur Bahnhofstraße, baugeschichtlich von Bedeutung. Als Eckbau konzipiert, Betonung der Ecke durch Geschossaufstockung und Zwiebelhaube, als Pendant getreppter Giebel, für die kleinstädtischen Verhältnisse recht üppiger Bauschmuck. Ladenzone vor 2005 umgebaut und Schaufenster beseitigt. | 09266778 |
| Weitere Bilder                          | Weinberghaus | Hohe Straße 71 (Karte)                  | Ab 17. Jahrhundert                                                                               | Sehr altes Weinberghaus mit drei Tonnengewölben und interessant gestaltetem Erker, Zeugnis des jahrhundertealten Weinbaus in der Elbregion, von wissenschaftlich-dokumentarischem und künstlerischem Wert und von Bedeutung für die Kulturlandschaft | 09266852 |
| Weitere Bilder                          | Sowjetisches Ehrenmal | Kirchplatz (Karte)                      | 1967                                                                                             | Denkmal und Begräbnisort für 21 gefallene sowjetische Soldaten, geschichtlich von Bedeutung. Sowjetischer Ehrenfriedhof, Kirchplatz, in einem Gemeinschaftsgrab ruhen 19 Soldaten und Offiziere, gefallen am 9. Mai 1945. Auf dem Grab ein Denkmal: in voller Länge des Grabes niedrige Mauer. In der Mitte durch Pfeiler gefasst, hoch stehende Gedenkwand, im oberen Drittel Sowjetstern. Zwischen den Pfeilern Tafeln mit ehrendem Text, darunter die Namen und Daten von neun Gefallenen, darunter Hinweis, dass weitere zehn Gefallene hier ruhen. Das Material der Mauer sind behauene Porphyrsteine, das der Gedenkwand ist Granit. Höhe ca. 450 cm, Tafeln aus Marmor, errichtet 1947/48. | 09266864 |
| Weitere Bilder                          | Martinskirche mit Ausstattung, dazu Kirchhof mit Einfriedung, Denkmal für die Gefallenen des Ersten Weltkrieges und einigen alten Grabsteinen                               | Kirchplatz 1 (Karte)                    | 1893–1895, bezeichnet mit 1895 (Kirche); 1888 (Taufe); nach 1918 (Kriegerdenkmal)                | Gotteshaus bemerkenswertes Zeugnis der Kirchenbaukunst im ausgehenden 19. Jahrhundert, Architekt: Theodor Quentin (1851–1905) aus Pirna, weithin sichtbarer Kirchturm. Landmarke, Ausstattung mit Vasa Sacra, künstlerisch und städtebaulich bedeutend, Anlage ebenfalls von Bedeutung für die Ortsgeschichte | 09266745 |
| Weitere Bilder                          | Gasthof (Nr. 2) mit rückwärtigem Ballsaal sowie Nebengebäude (ehemaliges Kutscherhaus, Nr. 2a), Zentralgasthof Weinböhla                                                    | Kirchplatz 2, 2a (Karte)                | Bezeichnet mit 1899–1900                                                                         | Wohl eine der repräsentativsten kleinstädtischen Gasthöfe, im Stil der Deutschen Neorenaissance mit hohen Schweifgiebeln und Eckerkern errichtet, Ornamentik schon im Jugendstil, Saalanbau ausgesprochen repräsentativ. - Gasthof: Komplex baugeschichtlich und ortsgeschichtlich sowie künstlerisch bedeutend und von Belang für das Ortsbild im Zentrum von Weinböhla. Neorenaissancegiebel und Jugendstilornamentik an der Hauptfassade zum Kirchplatz, Eckerker mit Welschen Hauben - Seitengebäude mit hinterer Ausspanne - Saalbau im Innern barockisierend, mit Emporen auf wuchtigen Säulen, Bühnenmuschel, aufwendiger Stuckdekor vor allem an den Decken | 09266750 |
|                                         | Wohnstallhaus, Stallgebäude und Scheune eines Dreiseithofes | Kirchplatz 3 (Karte)                    | 2. Hälfte 19. Jahrhundert                                                                        | Ortsbildprägende Massivbauten des 19. Jahrhunderts, in unmittelbarer Lage am Zentralgasthof im Ortskern, baugeschichtlich und wirtschaftsgeschichtlich von Bedeutung | 09266749 |
|                                         | Wohnhaus, Seitengebäude mit Anbau (Wohnstallhaus) und Scheune eines Dreiseithofes                                                                                           | Kirchplatz 5 (Karte)                    | 2. Hälfte 19. Jahrhundert                                                                        | Massivbauten des 19. Jahrhunderts, Seitengebäude mit überdachtem Zwillingsfenster im Giebel, baugeschichtlich und wirtschaftsgeschichtlich von Bedeutung | 09266748 |
|                                         | Wohnhaus (mit rückwärtigem Anbau) und mit allen gewerblichen Gebäuden eines Holzhandels sowie Seitengebäude eines ehemaligen Bauernhofes                                    | Kirchplatz 6 (Karte)                    | 1. Hälfte 19. Jahrhundert                                                                        | Gründerzeitlicher Putzbau mit Laden, Seitengebäude zum Hof Obergeschoss Fachwerk verbrettert, Zeugnis für die Umwandlung eines Dreiseithofes in eine Holzhandlung, baugeschichtlich und ortsentwicklungsgeschichtlich von Bedeutung. Hauptfassade zum Kirchplatz hin, Rundbogengiebel, moderner Ladeneinbau, Überformung Ende 19. Jahrhundert. | 09266747 |
|                                         | Seitengebäude und Einfriedungsmauer eines Bauernhofes | Kirchplatz 15a (Karte)                  | 2. Hälfte 19. Jahrhundert                                                                        | Original erhaltene Teile eines ländlichen Anwesens, Gebäude mit seiner exponierten Lage zum Kirchplatz von Belang für das Ortsbild, prägender Teil des Dorfkerns von Weinböhla, stadtentwicklungsgeschichtlich bedeutend, bildet Bauernhof mit Nummer 15. | 09266755 |
|                                         | Pfarrhaus und Einfriedungsmauer | Kirchplatz 16 (Karte)                   | 1894                                                                                             | Gründerzeitlicher Putzbau in ortsbildprägender Lage nahe der Kirche, Gesprengegiebel zum Garten, baugeschichtlich und ortsgeschichtlich von Bedeutung, mit Pfarramt im Erdgeschoss | 09266746 |
|                                         | Wohnhaus mit angebautem Seitengebäude (Kirchplatz 17) sowie Scheune (Lutherstraße 8a) eines ehemaligen Dreiseithofes                                                        | Kirchplatz 17 (Lutherstraße 8a) (Karte) | 1. Hälfte 19. Jahrhundert                                                                        | Markantes ländliches Anwesen, bildet mit der Nachbarbebauung historischen Ortskern von Weinböhla, baugeschichtlich und wirtschaftsgeschichtlich bedeutend. Wohnhaus verputzt, unter dem Putz vermutlich Fachwerk, auf Aussagen der Eigentümerin hin soll der Hof der älteste in Weinböhla und bis ins 14. Jahrhundert zu datieren sein, wurde von der Eigentümerin als Fuhrgeschäft bewirtschaftet. | 09266756 |
|                                         | Wohnstallhaus, Seitengebäude (Wohnstallhaus) und Torbogen eines ehemaligen Dreiseithofes                                                                                    | Kirchplatz 18 (Karte)                   | 1. Hälfte 19. Jahrhundert (Seitengebäude); Ende 19. Jahrhundert (Wohnstallhaus)                  | Wohnstallhaus Obergeschoss Fachwerk, Seitengebäude verputzter Massivbau mit überdachtem Zwillingsfenster im Giebel, markantes ländliches Anwesen, bildet mit Nachbarbebauung historischen Kern von Weinböhla, baugeschichtlich bedeutend. - Wohnhaus: Fachwerk massiv untersetzt, Giebel und Obergeschoss zur Straße hin holzverschalt - Wohnstallhaus: Ende 19. Jahrhundert überformt | 09266757 |
| Weitere Bilder                          | Winzerhaus, Weinkeller, Stallgebäude und Torbogen eines ehemaligen Weingutes („Peter-Keller“, Heimatmuseum)                                                                 | Kirchplatz 19 (Karte)                   | Bezeichnet mit 1794 (Winzerhaus); bezeichnet mit 1802 (Toreinfahrt)                              | Weitgehend original erhaltenes ländliches Anwesen, Hauptbau mit Fachwerk im Obergeschoss, bemerkenswert auch der Torbogen mit seitlicher Pforte, Zeugnis für den jahrhundertelangen Weinbau in der Elbregion, baugeschichtlich und ortsgeschichtlich bedeutend. Historisches Weinböhlaer Weingut, gegründet 1794, Eingangstore bezeichnet mit 1802. Wohnstallhaus: Fachwerk, massiv untersetzt. | 09266753 |
|                                         | Wohnhaus eines Bauernhofes | Kirchplatz 20 (Karte)                   | 1. Hälfte 19. Jahrhundert                                                                        | Wohnhaus Obergeschoss Fachwerk, baugeschichtlich von Bedeutung | 09266752 |
|                                         | Wohnstallhaus, Seitengebäude (Wohnstallhaus) und Scheune eines Dreiseithofes sowie Torbogen                                                                                 | Kirchplatz 22 (Karte)                   | 1. Hälfte 19. Jahrhundert                                                                        | Seitengebäude mit Fachwerk-Obergeschoss, markanter und vollständig erhaltener Bauernhof, ortsbildprägende Lage gegenüber der Kirche, Teil des Ortskerns von Weinböhla, baugeschichtlich und wirtschaftsgeschichtlich von Bedeutung. Stallgebäude: Fachwerk massiv untersetzt. | 09266751 |
|                                         | Villa mit Torpfeilern und Einfriedung (zum ehemaligen Spargelgut gehörig)                                                                                                   | Köhlerstraße 62 (Karte)                 | Nach 1900                                                                                        | Früher wohl Wohnhaus einer Wein-Handlung, gründerzeitlicher Putzbau mit Fachwerkgiebeln, baugeschichtlich und ortsentwicklungsgeschichtlich von Bedeutung. Fachwerkgiebel, Fachwerk unter der Traufe, Dachhäuser als Betonung der schrägen Grundrissführung. | 09266879 |
| Weitere Bilder                          | Gasthaus „Laubenhöhe“, mit Stützmauer und Einfriedung | Köhlerstraße 77 (Karte)                 | Ende 19. Jahrhundert                                                                             | Gründerzeitlicher Putzbau mit Zierfachwerk-Elementen, durch Eckturm betont, bekannte Ausflugsgaststätte, baugeschichtlich und ortsgeschichtlich von Bedeutung, als Eckbau konzipiert | 09266876 |
| Direkt Bild zu diesem Denkmal hochladen | Wohnhaus mit angebautem Seitengebäude (Kirchplatz 17) sowie Scheune (Lutherstraße 8a) eines ehemaligen Dreiseithofes                                                        | Lutherstraße 8a (Kirchplatz 17) (Karte) | 1. Hälfte 19. Jahrhundert                                                                        | Markantes ländliches Anwesen, bildet mit der Nachbarbebauung historischen Ortskern von Weinböhla, baugeschichtlich und wirtschaftsgeschichtlich bedeutend. Wohnhaus verputzt, unter dem Putz vermutlich Fachwerk, auf Aussagen der Eigentümerin hin soll der Hof der älteste in Weinböhla und bis ins 14. Jahrhundert zu datieren sein, wurde von der Eigentümerin als Fuhrgeschäft bewirtschaftet. | 09266756 |
| Direkt Bild zu diesem Denkmal hochladen | Mietvilla mit Torpfeilern | Maxstraße 8 (Karte)                     | Ende 19. Jahrhundert                                                                             | Gründerzeitlicher Putzbau, mehrere Risalite mit Giebel, im Stil der Neorenaissance, baugeschichtlich von Bedeutung | 09266833 |
| Direkt Bild zu diesem Denkmal hochladen | Mietvilla mit Torpfeilern und Einfriedung | Maxstraße 37 (Karte)                    | Ende 19. Jahrhundert                                                                             | Gründerzeitlicher Putzbau, durch Giebel betont, mit aufwendiger zweigeschossiger massiver Veranda, originale Einfriedung als schmiedeeiserner Zaun, baugeschichtlich von Bedeutung. Geätzte Fenster, Erker über zwei Etagen, neobarocke Giebel an zwei Seiten. | 09266826 |
|                                         | Wohnstallhaus mit Anbau, Seitengebäude und Scheune eines Dreiseithofes | Meißner Straße 3, 4 (Karte)             | Bezeichnet mit 1853                                                                              | Verputzte Massivbauten, Wohnstallhaus mit Zwillingsfenster im Giebel, ausgesprochen repräsentatives ländliches Anwesen aus dem 19. Jahrhundert, bildet zudem markantes Ensemble mit weiteren Höfen innerhalb des Ortskerns, baugeschichtlich und wirtschaftsgeschichtlich bedeutend. - Wohnstallhaus (Wohnhaus): Rundbogenfenster im Giebel, Fenstergewände aus Sandstein - Scheune mit Fledermausgauben (älter als 2. Hälfte 19. Jahrhundert): ehemaliges Fuhrgeschäft | 09266798 |
|                                         | Wohnhaus mit Toreinfahrt | Meißner Straße 6 (Karte)                | Nach 1900                                                                                        | Villenartig anmutender, schlichter Bau, markantes Beispiel der versachlichten und barockisierenden Architektur aus dem Anfang des 20. Jahrhunderts, baugeschichtlich bedeutend, Mansardwalmdach | 09266805 |
| Direkt Bild zu diesem Denkmal hochladen | Mietvilla mit Einfriedungsmauersockel | Melanchthonstraße 14 (Karte)            | Um 1905                                                                                          | Gründerzeitlicher Putzbau mit Fachwerkgiebeln, Holzveranda und Eckerker, baugeschichtlich von Bedeutung. Fachwerkgiebel, Holzveranda im ersten Obergeschoss, ein Fenster im Erdgeschoss mit farbiger Bleiverglasung (florale Jugendstilranken). | 09266793 |
|                                         | Wohnstallhaus, Scheune und Seitengebäude eines Bauernhofes sowie Bauerngarten und Einfriedungsmauer                                                                         | Melzerstraße 10 (Karte)                 | 1. Hälfte 19. Jahrhundert                                                                        | Wohnstallhaus mit Obergeschoss Fachwerk, weitgehend ursprünglich erhalten, baugeschichtlich und wirtschaftsgeschichtlich von Bedeutung. Wohnstallhaus: Fachwerk massiv untersetzt. | 09266766 |
|                                         | Mietshaus mit Einfriedung | Melzerstraße 12 (Karte)                 | 1920er Jahre                                                                                     | Putzbau mit Krüppelwalmdach, straßenseitiger Giebel mit vorgesetztem Treppenturm, im traditionalistischen Stil der 1920er Jahre, baugeschichtlich von Bedeutung. Halbrunder, vorgesetzter Treppenturm mit flacher Haube. | 09266765 |
| Weitere Bilder                          | Meilenstein | Moritzburger Straße (Karte)             | Um 1860                                                                                          | Königlich-Sächsischer Meilenstein. Abzweigstein mit Krone und Inschrift, Zeugnis der Neuvermessung der Poststraßen im Königreich Sachsen um 1860, verkehrsgeschichtlich bedeutend. Der königlich-sächsische Meilenstein zeigt auf der eine Seite eine Krone und die Inschrift Moritzburg. Als Abzweigstein errichtet, besteht er aus einer Sandsteinstele mit annähernd quadratischem Sockel und halbrund endendem Abschluss. | 09303054 |
|                                         | Wegestein | Moritzburger Straße (Karte)             | 3. Viertel 19. Jahrhundert                                                                       | Sandsteinsäule mit Inschriften und Richtungsweisern, dazu Vermessungspunkt in Form einer Metallkugel am Fuß, verkehrsgeschichtlich bedeutend | 09306714 |
| Weitere Bilder                          | Gasthaus „Laubenschlößchen“ mit vorgelagerter Terrasse, Stützmauer und Einfriedung                                                                                          | Moritzburger Straße 79 (Karte)          | Um 1900                                                                                          | Gründerzeitlicher Putzbau mit Zierfachwerk-Elementen, durch Mittelturm und Balkons betont, bekannte Ausflugsgaststätte, baugeschichtlich und ortsgeschichtlich von Bedeutung. Fachwerk im Giebel, Einfriedung original erhalten. | 09266892 |
| Weitere Bilder                          | Villa | Moritzburger Straße 89 (Karte)          | 1902                                                                                             | Gründerzeitliche Klinkerfassade mit Gesprengegiebeln, baugeschichtlich von Bedeutung, Klinkerfassade, Holzgiebel | 09266891 |
|                                         | Wohnstallhaus und Scheune eines Zweiseithofes | Nizzastraße 10 (Karte)                  | 2. Hälfte 19. Jahrhundert, vermutlich älterer Kern                                               | Alter Weinbauernhof, baugeschichtlich und ortsentwicklungsgeschichtlich von Bedeutung. Sandstein-Türstock, der Hof war nicht einsehbar, muss gegebenenfalls von innen angeschaut werden. | 09266837 |
|                                         | Mietvilla mit Torpfeilern, Stützmauer und Einfriedung sowie Vorgarten | Nordstraße 5 (Karte)                    | Nach 1900                                                                                        | Gründerzeitliche Putzbau mit Ziegelgliederung, weit vorkragendes Dach, hervorgehobener Eingangsbereich, baugeschichtlich von Bedeutung. Herrschaftlicher Eingangsbereich, Klinker-Applikationen, Original-Zaun erhalten. | 09266838 |
|                                         | Villa mit Toreinfahrt, Stützmauer und Einfriedung | Nordstraße 10 (Karte)                   | Um 1910                                                                                          | Gründerzeitlicher Putzbau mit Fachwerk-Giebel, überdachter hölzerner Eingangsbereich mit darüber liegendem Holzbalkon, Holzveranda, baugeschichtlich von Bedeutung | 09266840 |
|                                         | Wohnhaus mit Einfriedungsmauer | Nordstraße 17 (Karte)                   | 1. Hälfte 19. Jahrhundert                                                                        | Obergeschoss Fachwerk, ehemaliges Weinbauernhaus, baugeschichtlich und ortsentwicklungsgeschichtlich von Bedeutung. Holzverschalter Giebel, Weinspaliere. | 09266841 |
|                                         | Villa | Poststraße 25 (Karte)                   | Nach 1900                                                                                        | Gründerzeitlicher Putzbau mit Sparrengiebel und Holzveranda, baugeschichtlich von Bedeutung. Holzveranda im Erdgeschoss, in Anlehnung an den Schweizer Stil. | 09266800 |
|                                         | Mietshaus | Poststraße 42 (Karte)                   | Um 1910                                                                                          | Reich gegliederter und dekorierter Putzbau, Bauornamentik vom Jugendstil beeinflusst, baugeschichtlich von Bedeutung. Rustizierte Ecken, ansonsten Rauputz, reduzierte abstrahierte Bauornamentik (noch Jugendstil beeinflusst), Rundbogengiebel über der Eingangsseite. | 09266795 |
|                                         | Mietvilla mit Torpfeilern und Einfriedung | Poststraße 44 (Karte)                   | 1900–1901                                                                                        | Interessant dekorierter gründerzeitlicher Putzbau, mit massiver Veranda als Zugang, baugeschichtlich von Bedeutung. Halbsäulen im Eingangsbereich, phantasievolle Fensterrahmungen. | 09266796 |
| Weitere Bilder                          | Postgebäude (mit Fassadenmalerei), Nebengebäude und straßenseitige Mauern                                                                                                   | Poststraße 45 (Karte)                   | 1938 (Post); 1940 (Malerei)                                                                      | In der traditionellen Formensprache der 1930er Jahre mit Erker und Fassadenmalerei, baugeschichtlich und künstlerisch bedeutend. Fassadenmalerei mit szenischer Bezugnahme auf den Weinanbau des Ortes und zum Postwesen. Bild am Erker restauriert 1989, Bild mit Postreiter 1960 und 1988 restauriert. Die Malereien sind 1940 vom Dresdner Kunstmaler Johannes Fischer ausgeführt worden. Von Fischer sollen Bildausgestaltungen im Haus Schandau im Olympischen Dorf bei Berlin und im Schloss Augustusburg (dieses diente während der NS-Zeit als Gauführerschule) stammen. | 09266794 |
| Weitere Bilder                          | Rathaus | Rathausplatz 2 (Karte)                  | 1927                                                                                             | Gemeindeamtsgebäude, nur wenig gegliederter Putzbau, mittenbetonte Fassade durch Rundbogenportal, Balkon und Giebel mit Uhr, im traditionalistischen Stil der 1920er Jahre, baugeschichtlich und ortsgeschichtlich von Bedeutung. Neorenaissancegiebel, Rundbogenportal mit profiliertem Gewände. | 09266742 |
| Weitere Bilder                          | Rathausbrunnen | Rathausplatz 2 (neben) (Karte)          | Um 1927                                                                                          | Figürliche Brunnenanlage (Weintrauben tragende Putti), ortsgeschichtlich und künstlerisch von Bedeutung | 09266818 |
|                                         | Denkmal für die Opfer des Faschismus | Rathausstraße (Karte)                   | 1950er Jahre                                                                                     | Gewidmet den Opfern des Faschismus Paul Huth, Hellmut Türk, Helene Glatzer, ortsgeschichtlich von Bedeutung | 09266861 |
|                                         | Transformatorenstation | Rathausstraße 22 (gegenüber) (Karte)    | Anfang 20. Jahrhundert                                                                           | Zeugnis für Elektrifizierung des Ortes, technikgeschichtlich von Bedeutung | 09266819 |
| Direkt Bild zu diesem Denkmal hochladen | Mietshaus mit Einfriedungssockelmauer | Reichsstraße 18 (Karte)                 | Ende 19. Jahrhundert                                                                             | Als Eckbau konzipiert, gründerzeitliche Putzfassade mit Schweifgiebeln, Holzveranda und Eckbalkon, im Stil der Neorenaissance, baugeschichtlich von Bedeutung. Zwei Neorenaissancegiebel mit bekrönenden Dreiecksgiebelchen erhalten, holzverschalter Wintergarten. | 09266792 |
| Direkt Bild zu diesem Denkmal hochladen | Villa | Reichsstraße 21 (Karte)                 | Bezeichnet mit 1898                                                                              | Gründerzeitlicher Putzbau mit Neorenaissancegiebel und Holzveranda, baugeschichtlich von Bedeutung. Ehemals verglaste Holzveranda, florale Fassadenmalerei innerhalb der Veranda, Neorenaissancegiebel mit Rundbogenmotiv als Abschluss. | 09266791 |
| Direkt Bild zu diesem Denkmal hochladen | Villa mit Einfriedung | Rosenstraße 3 (Karte)                   | Ende 19. Jahrhundert                                                                             | Einfriedung auf den Flurstücken 2140 (Villengrundstück) und 2139 (benachbartes Grundstück), Villa reich gegliedertes Gründerzeitgebäude, mit historistischer Putzfassade und Eingangsturm, baugeschichtlich von Bedeutung. Mittelachse betonendes Türmchen, holzverschalte Veranda mit geätzten Scheiben, Erker mit geätzten Scheiben. | 09266836 |
| Direkt Bild zu diesem Denkmal hochladen | Villa mit Einfriedung und Torpfeilern | Rosenstraße 17 (Karte)                  | Um 1900                                                                                          | Einfacher gründerzeitlicher Putzbau mit Ziegelgliederung, massive Veranda in aufwendiger Gestaltung, schmiedeeiserner Originalzaun (Maschendrahtzaun) teilweise erhalten, baugeschichtlich von Bedeutung. Dreiecksgiebel, Erker, bleiverglaste Fenster. | 09266835 |
| Direkt Bild zu diesem Denkmal hochladen | Scheune (der Nr. 5) und rückwärtige Einfriedungsmauer der Bauernhöfe (Nr. 5, 7 und 9), entlang der Lutherstraße                                                             | Sachsenstraße 5, 7, 9 (Karte)           | 2. Hälfte 19. Jahrhundert                                                                        | Bedeutsam für das Ortsbild, zudem Zeugnisse ländlicher Architektur und Volksbauweise, baugeschichtlich und ortsentwicklungsgeschichtlich bedeutend, Fassade mit Weinspalier | 09266759 |
|                                         | Seitengebäude und Scheune eines Bauernhofes sowie rückwärtige Einfriedungsmauer an der Lutherstraße                                                                         | Sachsenstraße 11a (Karte)               | Bezeichnet mit 1832                                                                              | Markante und weitgehend ursprünglich erhaltene Zeugnisse ländlicher Architektur und Volksbauweise, baugeschichtlich und ortsentwicklungsgeschichtlich bedeutend. Eingeschossiges Seitengebäude, im Giebel winzige Rundbogenfenster, Weinspalier, bildet Bauernhof mit Nummer 11. | 09266760 |
|                                         | Wohnhaus | Sachsenstraße 19 (Karte)                | Bezeichnet mit 1828                                                                              | Fachwerkgebäude, auch im Erdgeschoss Fachwerk erhalten, baugeschichtlich von Bedeutung | 09266772 |
|                                         | Mietshaus mit Einfriedung | Sachsenstraße 28, 30 (Karte)            | Um 1900                                                                                          | Von Nummer 30 nur Einfriedung, Bau der Gründerzeit mit repräsentativer historisierender Klinkerfassade, dominiert von Eckturm einschließlich Haube und übergiebeltem Seitenrisalit, baugeschichtlich von Bedeutung. Rote Klinkerfassade, Ecktürmchen mit Zwiebelhaube, im Obergeschoss Fenster durch Dreiecksgiebel bekrönt, Originalzaun. | 09266768 |
| Weitere Bilder                          | Weinböhlaer Schule | Sachsenstraße 33 (Karte)                | Bezeichnet mit 1897–1898                                                                         | Repräsentatives Gründerzeitgebäude, baugeschichtlich und ortsgeschichtlich von Bedeutung. Allee bestehend aus Ahorn, Rotbuchen und Eichen. Allee vor 2011 beseitigt und durch Neuanpflanzung ersetzt (ohne denkmalschutzrechtliche Genehmigung). | 09266771 |
|                                         | Mietvilla mit Einfriedung | Sachsenstraße 34 (Karte)                | Um 1870                                                                                          | Gut gegliederte Putzfassade im historistischen Stil, durch Mittelrisalit mit Dreiecksgiebel betont, baugeschichtlich von Bedeutung. Schlichter Schmuck, Lisenen, Betonung der Ecken, Fensterverkröpfung. | 09266769 |
| Weitere Bilder                          | Aussichtsturm (Wartturm) und Stützmauern im davorliegenden Weinberg (Ratsweinberg)                                                                                          | Schreinickenweg 3 (hinter) (Karte)      | 18. Jahrhundert (Stützmauer); 1900 (Aussichtsturm)                                               | Kleiner Aussichtsturm, durch besondere Umstände künstliche Ruine, Bruchsteinstützmauern im Weinberg, baugeschichtlich und ortsgeschichtlich sowie landschaftsgestaltend bedeutend | 09266884 |
|                                         | Wohnhaus mit Einfriedung | Sörnewitzer Straße 7 (Karte)            | Nach 1910                                                                                        | Eingeschossiger Putzbau mit ausgebautem Mansarddach und verbrettertem Giebel, im Reformstil der Zeit um 1910, baugeschichtlich von Bedeutung. Holzverschalter Giebel, konvex geformte, verbretterte Dachhäuser. | 09266873 |
|                                         | Mietshaus mit Einfriedung | Sörnewitzer Straße 52 (Karte)           | Ende 19. Jahrhundert                                                                             | Schlichte Putzfassade mit interessanter Ziegelsteingliederung, turmartige Eckgestaltung, baugeschichtlich von Bedeutung. Klinkersockel, Klinker-Negativapplikationen, renoviert. | 09266875 |
| Weitere Bilder                          | Einfriedungsmauer eines ehemaligen Weinbergs | Spitzgrundstraße 15 (bei) (Karte)       | 18./19. Jahrhundert                                                                              | Bruchsteinmauer, baugeschichtlich und ortsgeschichtlich von Bedeutung | 09266823 |
| Weitere Bilder                          | Mietshaus mit Einfriedung | Tannenstraße 8 (Karte)                  | Um 1900                                                                                          | Gründerzeitlicher Putzbau mit Fachwerkgiebeln, baugeschichtlich von Bedeutung. Als Eckbau konzipiert, hölzernes Vorhaus mit zwei geschnitzten Säulen, Fachwerk-Giebel, Einfriedung teilweise entfernt. | 09266867 |
| Weitere Bilder                          | Stein zum Gedenken an Freiherrn von Drais (Drais-Stein) | Wilhelm-Wiesner Straße (Karte)          | 1912                                                                                             | Gedenkstein für den Erfinder der Draisine, des ersten Laufrades, Karl Freiherr von Drais (1785–1851), vom Deutschen Radfahrerbund gewidmet, ortsgeschichtlich bedeutsam | 09266743 |
| Weitere Bilder                          | Wasserwerk | Wilhelm-Wiesner-Straße (Karte)          | Um 1900                                                                                          | Im neogotischen Stil, baugeschichtlich und technikgeschichtlich von Bedeutung, wahrscheinlich zusammen mit dem „Friedensturm“ entstanden | 09266889 |
| Weitere Bilder                          | Aussichtsturm (Bismarckturm, Friedensturm) | Wilhelm-Wiesner-Straße (Karte)          | Bezeichnet mit 1903                                                                              | Ehemaliger Bismarckturm, errichtet zum Gedenken an Reichskanzler Otto von Bismarck (1815–1898), gestaltet in der Art einer Burganlage mit Türmen und Zinnen, baugeschichtlich und ortsgeschichtlich von Bedeutung | 09266888 |

## Ehemaliges Denkmal
| Bild                                    | Bezeichnung                               | Lage                          | Datierung | Beschreibung | ID       |
| --------------------------------------- | ----------------------------------------- | ----------------------------- | --------- | --- | -------- |
| Direkt Bild zu diesem Denkmal hochladen | Empfangsgebäude des Bahnhofs Neusörnewitz | Sörnewitzer Straße 70 (Karte) | 1878      | Ortsbildprägender Bahnhof von Coswig-Neusörnewitz, liegt auf Weinböhlaer Flur, verkehrshistorische Bedeutung. Zwischen 2011 und 2016 abgerissen. | 09267861 |

## Tabellenlegende
- Bild: Bild des Kulturdenkmals, ggf. zusätzlich mit einem Link zu weiteren Fotos des Kulturdenkmals im Medienarchiv Wikimedia Commons. Wenn man auf das Kamerasymbol klickt, können Fotos zu Kulturdenkmalen aus dieser Liste hochgeladen werden:
- Bezeichnung: Denkmalgeschützte Objekte und ggf. Bauwerksname des Kulturdenkmals
- Lage: Straßenname und Hausnummer oder Flurstücknummer des Kulturdenkmals. Die Grundsortierung der Liste erfolgt nach dieser Adresse. Der Link (Karte) führt zu verschiedenen Kartendiensten mit der Position des Kulturdenkmals. Fehlt dieser Link, wurden die Koordinaten noch nicht eingetragen. Sind diese bekannt, können sie über ein Tool mit einer Kartenansicht einfach nachgetragen werden. In dieser Kartenansicht sind Kulturdenkmale ohne Koordinaten mit einem roten bzw. orangen Marker dargestellt und können durch Verschieben auf die richtige Position in der Karte mit Koordinaten versehen werden. Kulturdenkmale ohne Bild sind an einem blauen bzw. roten Marker erkennbar.
- Datierung: Baubeginn, Fertigstellung, Datum der Erstnennung oder grobe zeitliche Einordnung entsprechend des Eintrags in der sächsischen Denkmaldatenbank
- Beschreibung: Kurzcharakteristik des Kulturdenkmals entsprechend des Eintrags in der sächsischen Denkmaldatenbank, ggf. ergänzt durch die dort nur selten veröffentlichten Erfassungstexte oder zusätzliche Informationen
- ID: Vom Landesamt für Denkmalpflege Sachsen vergebene, das Kulturdenkmal eindeutig identifizierende Objekt-Nummer. Der Link führt zum PDF-Denkmaldokument des Landesamtes für Denkmalpflege Sachsen. Bei ehemaligen Kulturdenkmalen können die Objektnummern unbekannt sein und deshalb fehlen bzw. die Links von aus der Datenbank entfernten Objektnummern ins Leere führen. Ein ggf. vorhandenes Icon  führt zu den Angaben des Kulturdenkmals bei Wikidata.

## Ausführliche Denkmaltexte
1. ↑  St.-Martins-Kirche: 

Die spätgotische Dorfkirche genügte im späten 19. Jahrhundert nicht mehr den Ansprüchen des durch die Villenbebauung stark angewachsenen Ortes, sie wurde 1893 abgetragen und bis 1895 durch einen neugotischen Bau mit Westturm von Theodor Quentin ersetzt. Außenrestaurierung 1981, innen 1994/95. Reich gegliederter Außenbau in unverputztem Quader- und Bruchsteinmauerwerk, verschieferte Satteldächer. An den Längsseiten des Schiffs je vier große übergiebelte Maßwerkfenster. Eingezogener Chor mit 3/8-Schluss, Strebepfeilern und Maßwerkfenstern, nördlich und südlich im Erdgeschoss jeweils ein Sakristeianbau, begleitet von je einem Türmchen. Dreigeschossiger Westturm mit großen Fenstern und Schallöffnungen sowie Spitzhelm, von vier kleinen Begleittürmchen umstanden, seitlich des Turms symmetrisch angelegte polygonale Treppentürmchen, Westportal mit der Skulptur des Guten Hirten von Rudolph Hölbe (1848–1926).

Das Schiff von einer hölzernen, partiell mit Pflanzenfriesen bemalten Stichkappentonne überwölbt. An drei Seiten hölzerne Emporen, ebenfalls mit Malereien, über Holzstützen. Auch die Stichkappen durch Holzpfeiler abgestützt, die auf den Emporenbrüstungen aufsitzen. Der Chor mit einem über Wandpfeilern gewölbten Vorchor, der Schluss mit Rippengewölbe über Runddiensten, die auf Figurenkonsolen ruhen, die Gewölbe mit pflanzlichen und symbolischen Darstellungen bemalt. In den großen Chorfenstern Glasgemälde mit Darstellungen der hohen kirchlichen Feste, die dem Raumcharakter mystische Züge verleihen.

Ausstattung aus der Erbauungszeit: Altar, farbig gefasstes neugotisches Steinretabel, das ein Gemälde mit Darstellung der Einsetzung des Abendmahls rahmt. Neugotischer Taufstein, Kanzel aus Holz, rechts vor dem Chorbogen, in Formen der Neuromanik und der Neugotik. Gestühl aus der Bauzeit, großer Orgelprospekt um 1911 (Dehio Sachsen I, 1996).

Über dem Hauptportal datiert, Innenausstattung mit Holzverschalung, Architekt der Kirche Theodor Quentin, Orgel 1994–1995 von der Orgelbaufirma Wünnig, Großolbersdorf im Erzgebirge(vierte Orgel der Kirche), zweite Orgel der Kirche (1850) Erstlingswerk von Karl Eduard Jehmlich (mechanisch traktiert), in den Jahren 1914–1915 baute Firma Jehmlich als dritte eine pneumatische Orgel, Altar vom Bildhauer Heinrich Schneider aus Copitz (Geschenk des Kaufmanns Göhler aus Niederau), Altarbild „Das heilige Abendmahl“ gemalt von Prinz Karl Ernst von Schönburg-Waldenburg auf Gauernitz (1836–1915), Kruzifix gestiftet von Otto Schneider, Kanzel und Bild über der Haupttür von Robert König (Dresden), Kriegerdenkmal auf dem Kirchhof.

Denkmalwerte Grabstätten auf dem Kirchhof:
  1. Grabmal Familie Qittel (nach 1879)
  2. Grabmal Familie Mohn (nach 1865)
  3. Grabmal Familie Schneider (nach 1850)